# Campionati africani di ginnastica aerobica
I Campionati africani di ginnastica aerobica sono la massima competizione continentale, organizzata dall'Unione africana di ginnastica. La prima edizione si è svolta a Walvis Bay in Namibia nel 2014.

## Edizioni
| Anno | Edizione | Città           | Nazione        |
| ---- | -------- | --------------- | -------------- |
| 2010 | I        | Walvis Bay      | Namibia        |
| 2014 | II       | Walvis Bay      | Namibia        |
| 2016 | III      | Algeri          | Algeria        |
| 2018 | IV       | Brazzaville     | Rep. del Congo |
| 2020 | V        | Sharm el-Sheikh | Egitto         |
| 2022 | VI       | Il Cairo        | Egitto         |
| 2024 | VII      | Il Cairo        | Egitto         |